# Filchneria amabilis
Filchneria amabilis is een steenvlieg uit de familie Perlodidae. De wetenschappelijke naam van de soort is voor het eerst geldig gepubliceerd in 1958 door Jewett.